# Milton Nascimento
Milton Nascimento (Rio de Janeiro, 26 d'octubre de 1942), també conegut com a Bituca, és un cantant, compositor i guitarrista brasiler. És un dels representants més notables de la música popular brasilera, amb un estil molt personal a cavall de la bossa nova, el jazz i el pop-rock. Tot i haver nascut a Rio de Janeiro, es considera a si mateix mineiro, és a dir de l'estat de Minas Gerais, on es va traslladar de petit. És reconegut també per la seva implicació en favor dels pobles indígenes, del medi ambient i dels desfavorits.

## Biografia i carrera musical

### Inicis
Fill de Maria do Carmo Nascimento, que era treballadora domèstica, Milton va perdre la mare abans dels dos anys i va anar a viure amb els seus avis, però no s'hi acabà d'adaptar. A l'edat de tres anys el va adoptar Lília Silva, filla de la seva padrina, i el seu marit Josino Brito Campos, casats feia poc. La nova família es va traslladar a la petita ciutat de Três Pontas, a l'estat de Minas Gerais.
De xic, la seva àvia li va regalar una harmònica i, més tard, un acordió i una gaita, que van desvetllar el seu interès per la música. Tocava els dos instruments alhora, sostenint la gaita amb els genolls i cantant les notes que li mancaven. Cap als sis anys organitzava espectacles musicals al jardí per als seus amics. També acompanyava la seva mare adoptiva, cantant en un cor, en els cants a l'església.
Als tretze anys li regalen la seva primera guitarra. Forma amb Wagner Tiso i altres amics el conjunt vocal Luar de Prata. La mare de Wagner li dona les primeres nocions de piano. També amb Wagner Tiso forma part dels W's boys, com a cantant. Toquen en balls i espectacles i són convidats a Belo Horizonte per gravar un disc, el primer que inclou una composició seva: la cançó Barulho de Trem.
El 1963 Milton s'instal·la a Belo Horizonte, la capital de Minas Gerais, per estudiar economia. Hi fa amistat amb Fernando Brandt, Márcio Borges i el seu germà Lô Borges, amb els quals col·laborarà musicalment i que seran l'embrió del Clube da esquina. Amb ells descobreix el jazz, que el fascina, The Platters i The Beatles. Canta i toca el contrabaix en bars i clubs nocturns, i comença a compondre regularment. Forma part de diversos grups, entre ells el Quarteto Sambacana, amb el qual grava un disc.

Milton Nascimento, 1969.

El 1966 Elis Regina grava la seva composició "Canção do Sal" i impulsa la seva carrera. L'any següent presenta tres cançons al II Festival Internacional da Canção. Totes tres es classifiquen, una d'elles (Travessia, amb lletra de Fernando Brant) queda en segon lloc i ell aconsegueix el premi al millor intèrpret. Això representa el llançament de la seva carrera. Grava el seu primer LP, Travessia, que inclou la cançó homònima i Morro Velho, i fa una gira de tres mesos per  Estats Units i Mèxic amb João Gilberto i Arto Moreira. Als Estats Units grava el disc Courage, amb participació de Herbie Hancock, i on destaquen les composicions Catavento, "Outubro", "Vera Cruz" i una versió de Travessia amb el títol Bridges.

### Som Imaginárioi elClube da Esquina
El 1970 passa temporades a Rio de Janeiro i a São Paulo amb el conjunt Som Imaginário, del qual formen part també el seu amic de Tres Pontas Wagner Tiso, Naná Vasconcelos, que revolucionaria la percussió brasilera, el baixista Luiz Alves i altres. Són els anys de més repressió sobre el món de la cultura per part la dictadura militar, amb gran part dels bossa-novistes i tropicalistes exiliats. El grup de joves artistes "minheiros" (de Minas Geráis) pren el relleu de la resistència cultural. D'aquest període destaca la cançó Para Lennon e McCartney, on retreu a les societats occidentals la manca de solidaritat i reivindica el dret de Sud-amèrica a tenir un futur propi. També en aquesta època col·labora amb Chico Buarque, un dels artistes més significats en contra de la dictadura, amb, entre d'altres, la cançó Cálice de Chico, la versió més coneguda de la qual és la que interpreten plegats.
De tornada a Belo Horizonte, publica amb Lô Borges el disc Clube da Esquina (1972). Aquest era el nom que es donaven entre ells Milton i els seus amics de Belo Horizonte, fent referència a la cantonada dels carrers Divinópolis i Paraisópolis, on es trobaven els primers anys de viure-hi, i on van néixer les seves primers cançons. El disc va ser inicialment mal rebut per la crítica, però aquell grup de joves compromesos, amb un estil musical que obria nous camins, més independents dels gèneres més tradicionals, va acabar imposant-se. El Clube passa a ser un dels moviments més influents dins la música popular brasilera. En són membres, entre d'altres, Lô Borges, Tavinho Moura, Beto Guedes, Toninho Horta i Wagner Tiso. Amb ells la reputació de Milton al Brasil es consolida definitivament, i li dona projecció entre músics estrangers.
També el règim militar s'hi fixa: el seu següent disc, "Milagre dos Peixes", té gairebé totes les lletres censurades i ell veu limitades les seves actuacions a actes organitzats pels moviments universitaris.

### De Belo Horizonte al món
El saxofonista de jazz Wayne Shorter el convida a participar en el seu àlbum Native Dancer (1974) i això li obre el mercat internacional i les col·laboracions amb músics de jazz i pop rock occidentals com Pat Metheny, Ron Carter, Herbie Hancock, Quincy Jones, Paul Simon, Cat Stevens, Jack DeJohnette, George Duke, Jon Anderson, James Taylor, Peter Gabriel o el grup Duran Duran. El seu interès per tota mena de música el porta a col·laborar també amb artistes sud-americans com Mercedes Sosa, Fito Páez, el grup xilè Agua, i amb la mallorquina Maria del Mar Bonet, que va fer una gira amb ell per la península Ibèrica i Brasil l'any 1986.
Al llarg de la seva carrera ha editat 40 LPs i no ha cessat de fer gires que l'han dut per tota Amèrica, Europa i Japó. Ha actuat diverses vegades als Països Catalans (Barcelona, València, Girona).
El 1978, llança el disc doble "Clube da Esquina 2", aplegant els músics de la banda original, a més d'altres.
El 1982 estrena a Recife la "Missa dos Quilombos", musicada per ell i escrita pel bisbe Pere Casaldàliga i Pedro Tierra, segons una idea de Dom Hélder Câmara. La porta en gira, entre altres indrets, a la Catedral de Santiago de Compostel·la. Aquesta missa reflexiona sobre el paper dels esclaus negres i dels seus descendents en la formació de la societat brasilera i americana, temàtica que ja havia abordat en altres composicions com la cançó São Vicente.
El 1990 publica el disc "Txai", concebut a partir d'un viatge de més de dues setmanes pel Riu Juruá, a la conca de l'Amazones, prop de la frontera amb Perú, on coneix diverses tribus indígenes, seringueiros (treballadors del cautxú) i altres habitants de la selva.
El 2001 grava "Gil e Milton", en col·laboració amb Gilberto Gil.
El 2005 publica "Pietá", disc dedicat a les dones de la seva vida i en especial a Lília, la seva mare adoptiva.
Des del 2002 publica amb el seu propi segell, Nascimento, amb el qual promou també joves músics brasilers, entre ells Maria Rita, filla d'Elis Regina.

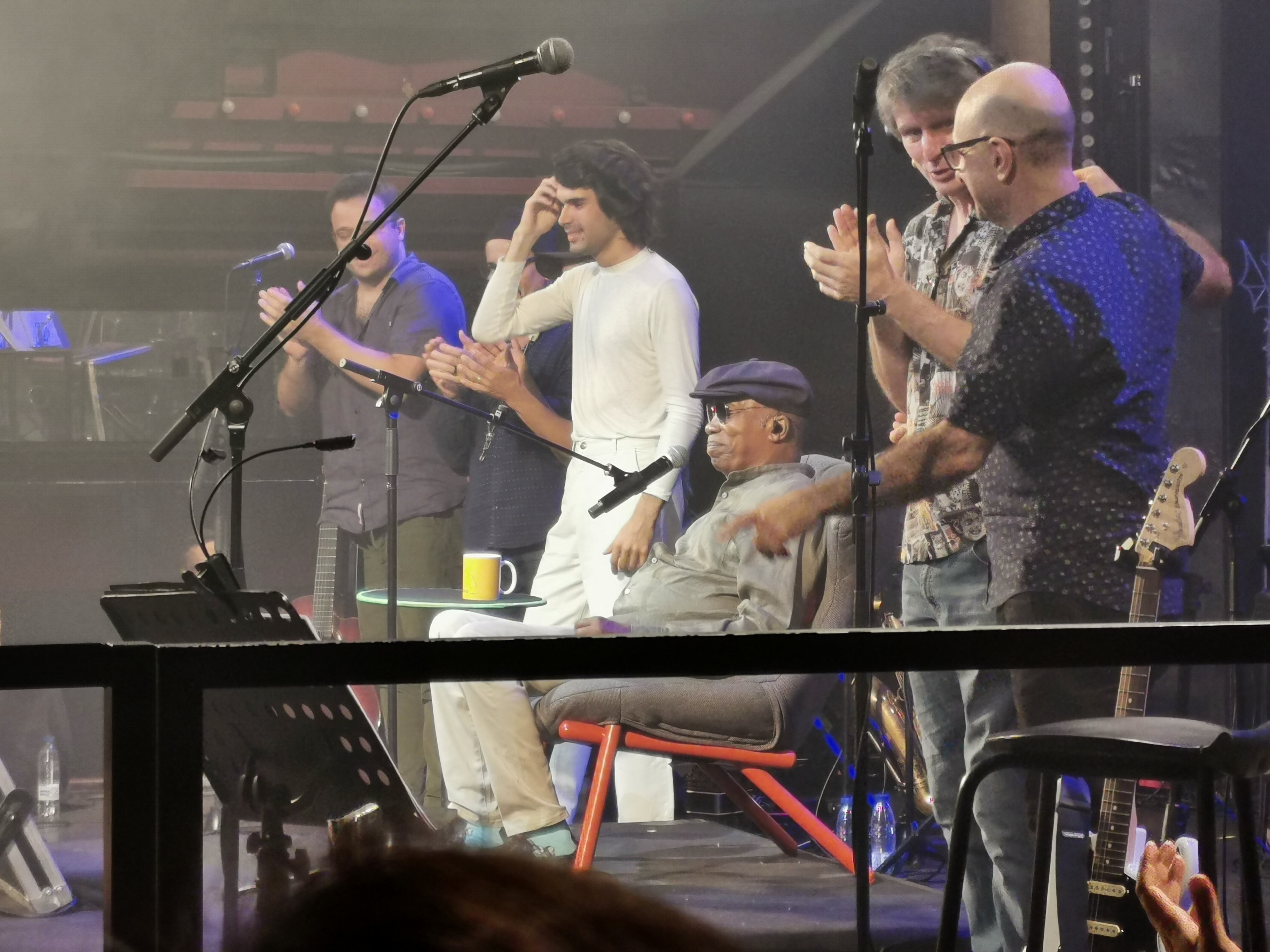
Nascimento assegut, durant un concert a Barcelona, 2022.

Entre les seves cançons més significatives, a part de les ja esmentades, es poden destacar: "Maria, minha fé" (de l'àlbum "Travessia", 1967), "Beco do Mota" i "Pai Grande" (de l'àlbum "Milton Nascimento", 1969), Trem azul, Nada será como antes, Cais, São Vicente (de "Clube da Esquina", 1972), "Ponta de Areia" (de "Native Dancer", 1975), "Fé cega, faca amolada", "Paula e Bebeto", (del disc "Minas", 1975), Maria, Maria (1978, amb Fernando Brant), Canção da América, (del disc "Sentinela", 1980, utilitzada en el funeral d'Ayrton Senna), Ânima (disc Ânima, 1982), Coração de Estudante (composta per Wagner Tiso), que va esdevenir l'himne del moviment per reclamar eleccions directes l'any 1984, o "Tristesse", del disc Pietá (2005).
També ha participat en pel·lícules i ha compost bandes sonores com Os Deuses e Os Mortos (1969, de Ruy Guerra), i Fitzcarraldo (1981, de Werner Herzog).
Ha col·laborat amb nombrosos músics brasilers, entre ells Chico Buarque, Caetano Veloso, Gal Costa, Gilberto Gil.

## Guardons
Ha rebut quatre premis Grammy: 
- 1998: Grammy al millor àlbum de World Music de l'any per "Nascimento"
- 2000: Grammy llatí a la categoria millor disc pop contemporani brasiler per "Crooner"
- 2004: Grammy llatí a la categoria millor cançó brasilera per "Tristesse"
- 2005: Grammy llatí a la categoria millor cançó brasilera per "A Festa", interpretada per Maria Rita

## Estil
El seu estil musical pot ser classificat com Música Popular Brasilera, i sovint se l'ha classificat com a músic de jazz i posteriorment sota l'etiqueta "world music"; però els seus interessos musicals són múltiples i universals. Entre les seves influències es poden esmentar la bossa nova, els cants folklòrics i religiosos de Minas Gerais, en els quals acompanyava la seva mare adoptiva, el jazz, el jazz-rock, el pop i el pop-rock, així com els cantautors hispanoamericans i caribenys i en la música africana i afroamericana. La seva música reflecteix també el seu interès per la participació de diferents pobles, indis, europeus i africans, en la formació de la identitat brasilera i americana. Tots aquests elements s'amalgamen en un estil personal, coherent i consistent, que al llarg de la seva carrera no ha esdevingut repetitiu o predictible.
També és notable com a cantant, pel seu rang tonal, el seu falset, i la calidesa i expressivitat de la seva veu. Va ser qualificat per la revista Downbeat (USA, 1994) com una de les millors veus masculines del món amb Frank Sinatra, Ray Charles i Tony Bennett.

## Activisme
Sensible a les qüestions social i medi ambientals, ha participat en projectes solidaris en favor dels desfavorits, dels pobles indígenes i dels seringueiros, dels drets dels infants, del medi ambient i de la protecció de l'Amazònia. És membre d'Amnistia Internacional, Greenpeace i l'Aliança dos Povos da Floresta, i ha col·laborat amb el bisbe Pere Casaldàliga, amb el Conselho Nacional dos Seringueiros (CNS) i la União das Nações Indígenas (UNIS) i amb UNICEF. El 1996 fou premiat per la Rainforest Foundation per la seva acció en favor de l'ecologia i dels pobles indígenes.

## Discografia
| - 1967: Travessia - 1968: Courage - 1969: Milton Nascimento - 1970: Milton - 1972: Clube da Esquina - 1973: Milagre dos Peixes - 1974: Milagre Dos Peixes: Ao Vivo - 1975: Minas - 1976: Geraes - 1976: Milton (Raça) - 1978: Clube da Esquina 2 - 1978: Travessia - 1979: Journey to Dawn - 1980: Sentinela | - 1981: Caçador de Mim - 1982: Ânima - 1982: Missa dos Quilombos - 1983: Ao Vivo - 1985: Encontros e Despedidas - 1986: A Barca dos Amantes - 1987: Yauaretê - 1989: Miltons - 1990: Canção da America - 1990: Txai - 1992: Noticias do Brasil - 1993: Tres Pontas - 1993: Angelus | - 1994: O Planeta Blue Na Estrada do Sol - 1996: Amigo - 1998: Tambores de Minas - 1999: Crooner - 2000: Nos Bailes Da Vida - 2000: Gil & Milton (amb Gilberto Gil) - 2002: Oratorio - 2003: Pieta - 2003: Music for Sunday Lovers - 2005: O Coronel e o Lobisomem - 2008: Novas Bossas - 2008 : Belmondo & Milton Nascimento (B-Flat recordings) - 2010 : ... E A Gente Sonhando |